# Chiesa di San Giorgio Martire (Menconico)
La chiesa di San Giorgio Martire è la parrocchiale di Menconico, in provincia di Pavia e diocesi di Piacenza-Bobbio; fa parte del vicariato di Bobbio, Alta Val Trebbia, Aveto e Oltre Penice.

## Storia
A Menconico sorgeva una chiesa già nel X secolo, la quale a sua volta era stata edificata sui resti di una precedente struttura fondata dai monaci di Bobbio.
La parrocchiale, già ricostruita nel 1136, venne interessata da un nuovo intervento di rifacimento nel XVI secolo e consacrata l'8 luglio 1565 dal vescovo di Bobbio Francesco Abbondio Castiglioni.
Nel Settecento la chiesa fu nuovamente rimaneggiata e in quest'occasione si procedette alla riedificazione del coro e della volta soprastante; inoltre, nella prima metà di quel secolo venne eretto il campanile per interessamento di don Carlo Pasquali.
In ossequio alle norme postconciliari, negli anni settanta del Novecento fu installato nel presbiterio il nuovo altare rivolto verso l'assemblea.

## Descrizione

### Esterno
La facciata a capanna della chiesa, rivolta a ponente, è anticipata da un portico sorretto da pilastri sorreggenti archi a tutto sesto e presenta centralmente il portale d'ingresso, mentre più in alto si apre una finestra a lunetta.
Annesso alla parrocchiale è il campanile a base quadrata, la cui cella presenta su ogni lato una monofora ed è coronata dalla cupoletta poggiante sul tamburo.

### Interno
L'interno dell'edificio è suddiviso da pilastri sorreggenti degli archi a tutto sesto in tre navate voltate a botte, sulle laterali delle quali si affacciano le cappelle di San Domenico e della Beata Vergine Maria; al termine dell'aula si sviluppa il presbiterio, rialzato di quattro gradini, delimitato da balaustre, coperto dalla cupola sorretta da vele e chiuso dall'abside di forma semicircolare, la quale è abbellita da lesene d'ordine dorico.
L'opera di maggior pregio qui conservata è l'altare maggiore in legno dorato, costruito nel Settecento.